# Jerzy Młynarczyk
Jerzy Marian Młynarczyk (Vilnius, 2 agosto 1931 – 9 settembre 2017) è stato un cestista e politico polacco.

## Carriera
Con la Polonia ha disputato i Giochi olimpici di Roma 1960 e quattro edizioni dei Campionati europei (1955, 1957, 1959, 1961).

## Palmarès
- Campionato polacco: 1

Lech Poznań: 1957-58
- Coppa di Polonia: 1

Lech Poznań: 1955

## Carriera politica
Fu sindaco di Danzica dal 15 settembre 1977 al 22 dicembre 1981 e deputato alla Camera dal 2001 al 2005.